# (15921) Kintaikyo
(15921) Kintaikyo (1997 VP) – planetoida z pasa głównego asteroid okrążająca Słońce w ciągu 3,53 lat w średniej odległości 2,32 j.a. Odkryta 1 listopada 1997 roku.